# ریو گرانده شمالی
ریو گرانده شمالی (به پرتغالی: Rio Grande do Norte) یک از ایالت برزیل است که در بخش شمال شرقی این کشور واقع شده‌است.
برگردان نام این ایالت، رود بزرگ شمال می‌باشد. این ایالت شمال شرقی‌ترین منطقه در آمریکای جنوبی را شامل می‌شود.
مرکز این ایالت شهر ناتال می‌باشد.
به خاطر موقعیت جغرافیایی، ریو گرانده شمالی از اهمیت استراتژیک برخوردار است.

## نگارخانه

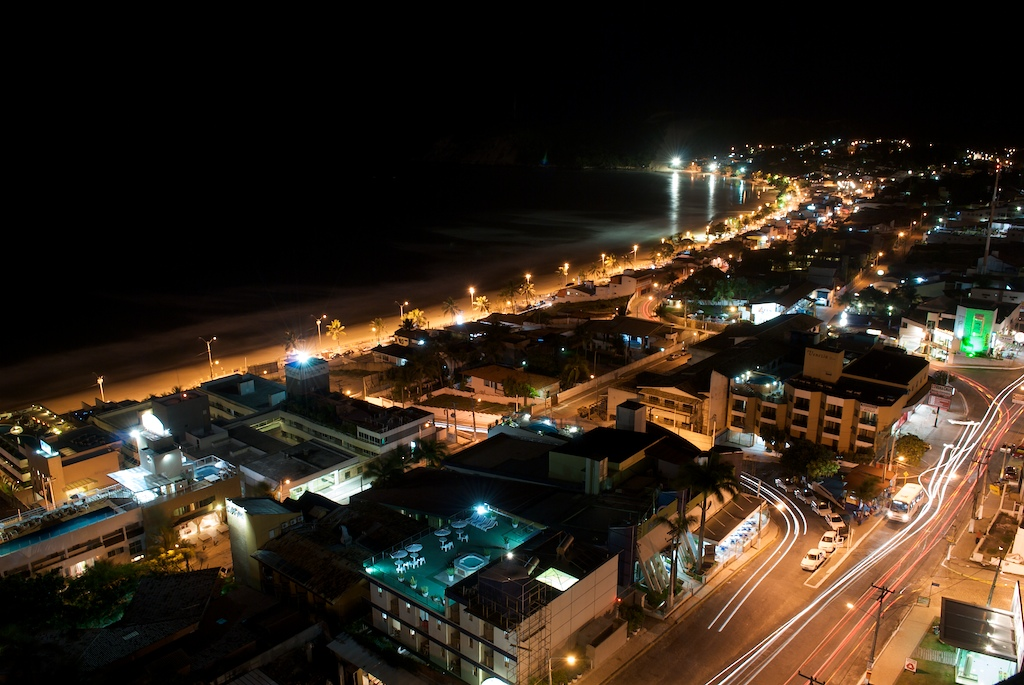
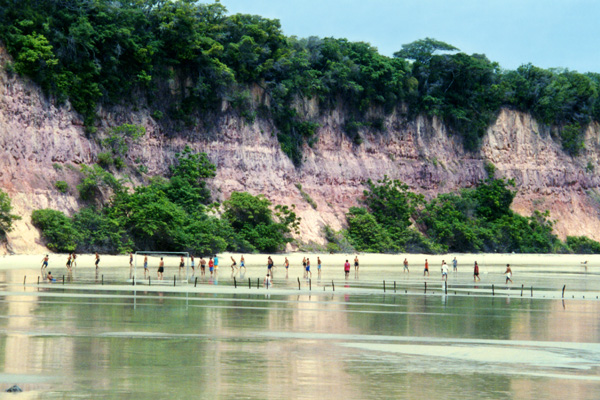
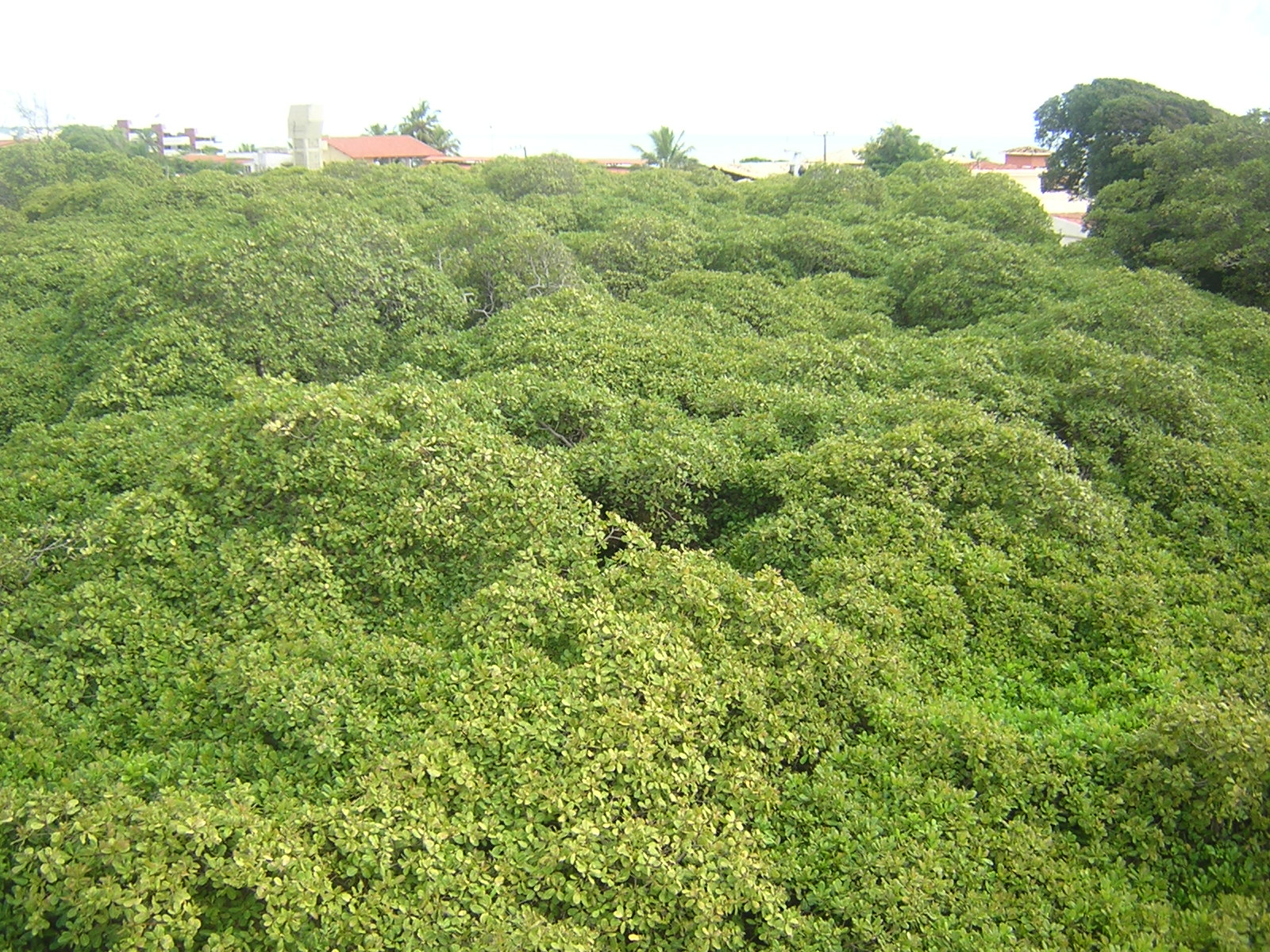
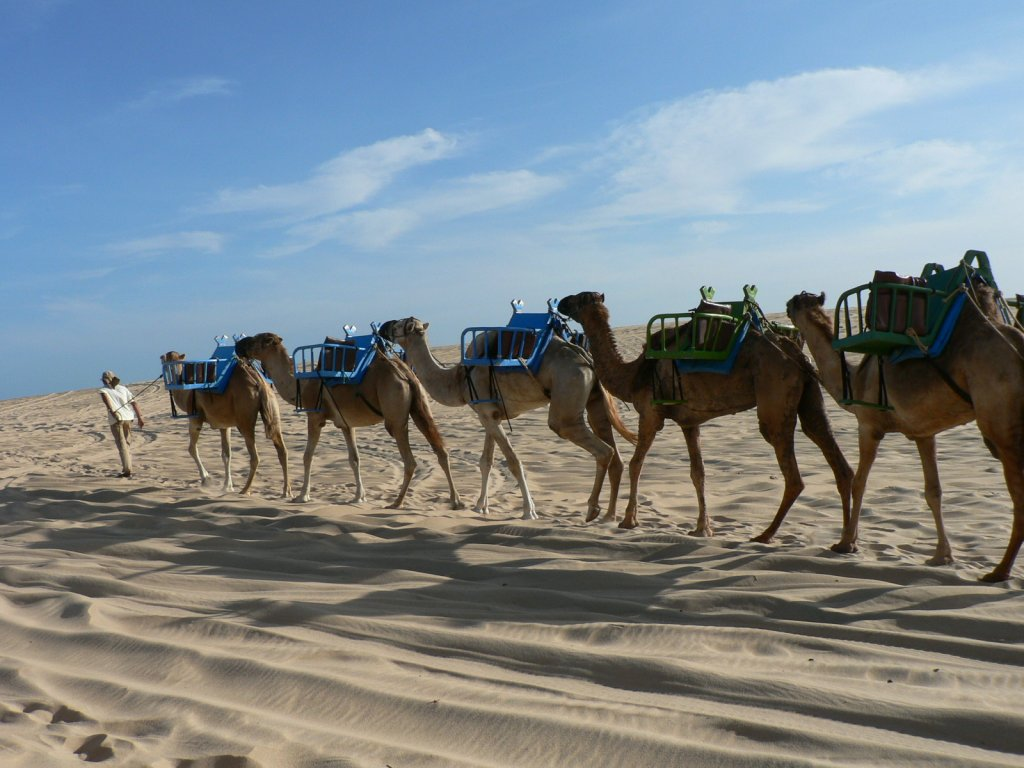
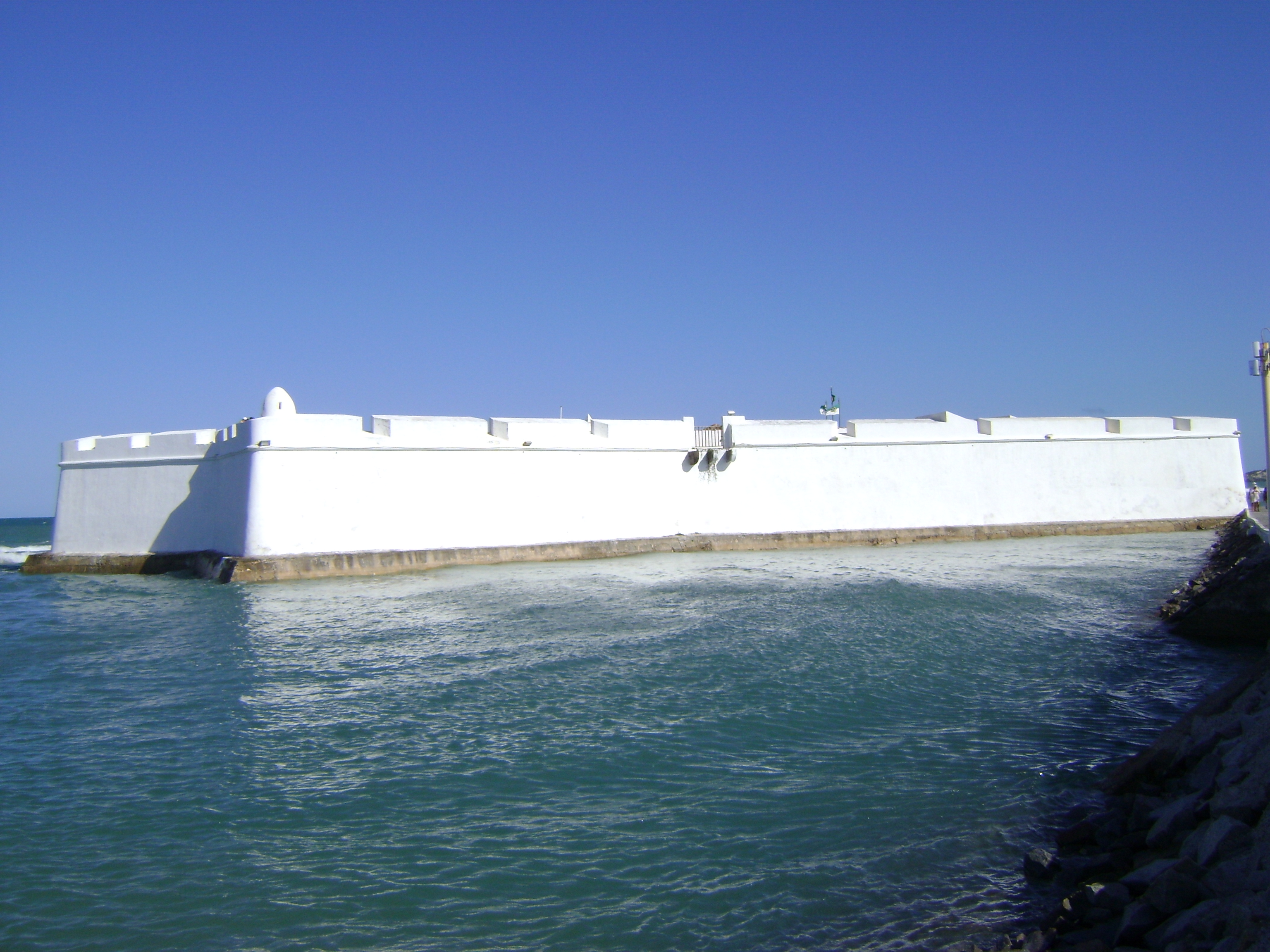
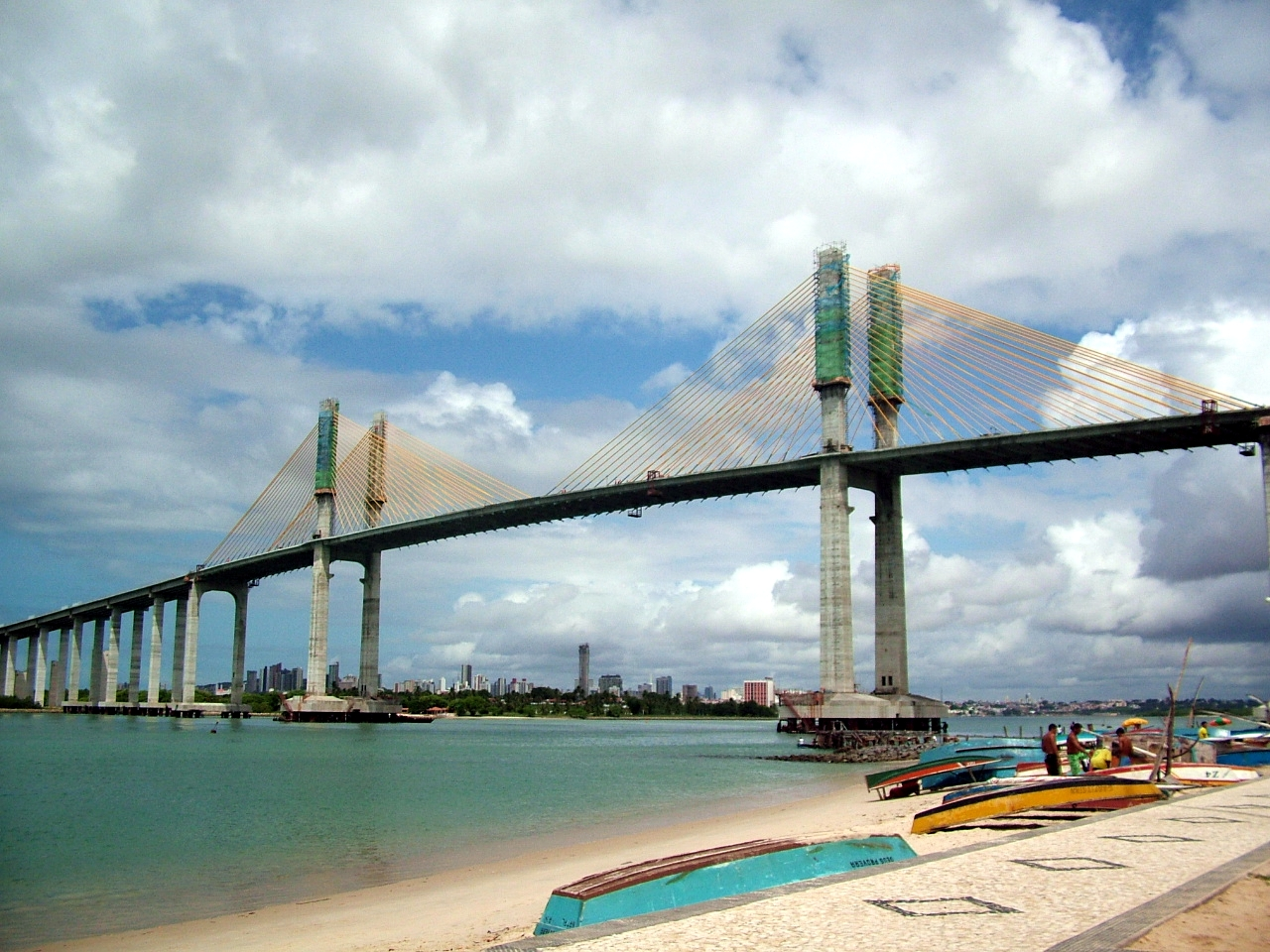
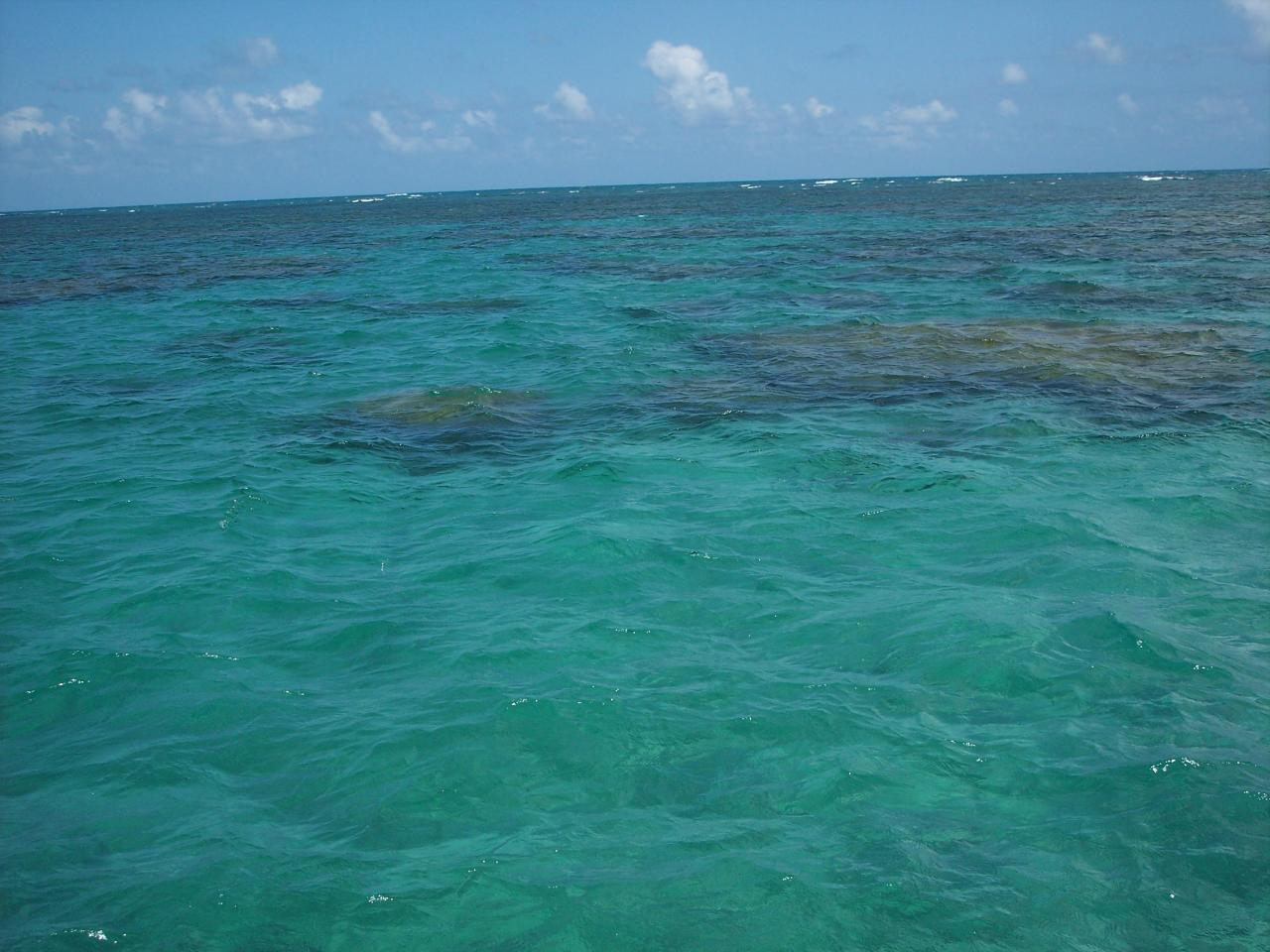
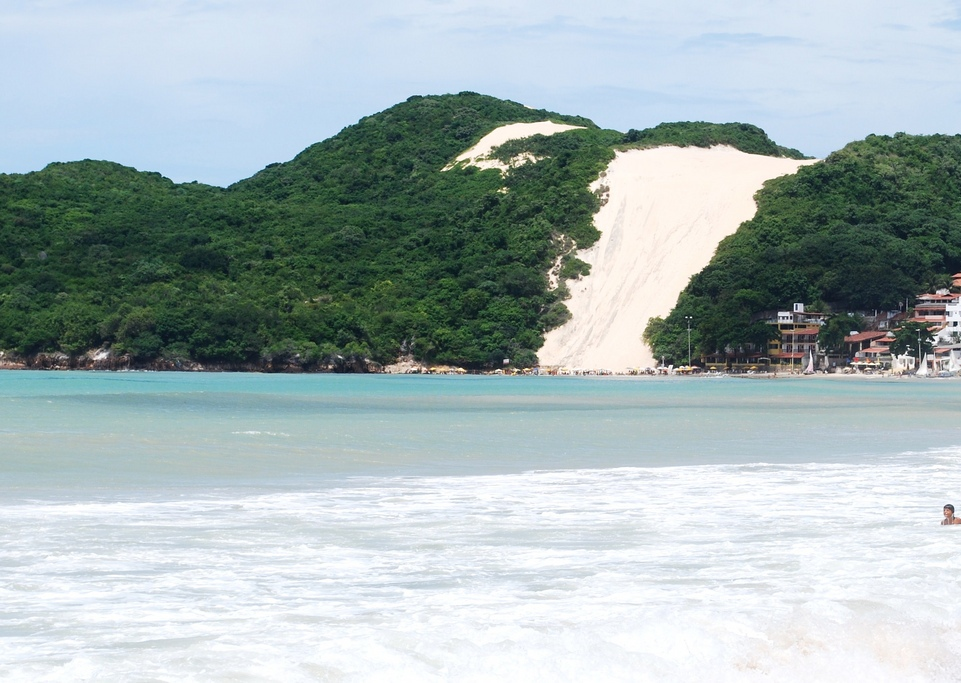
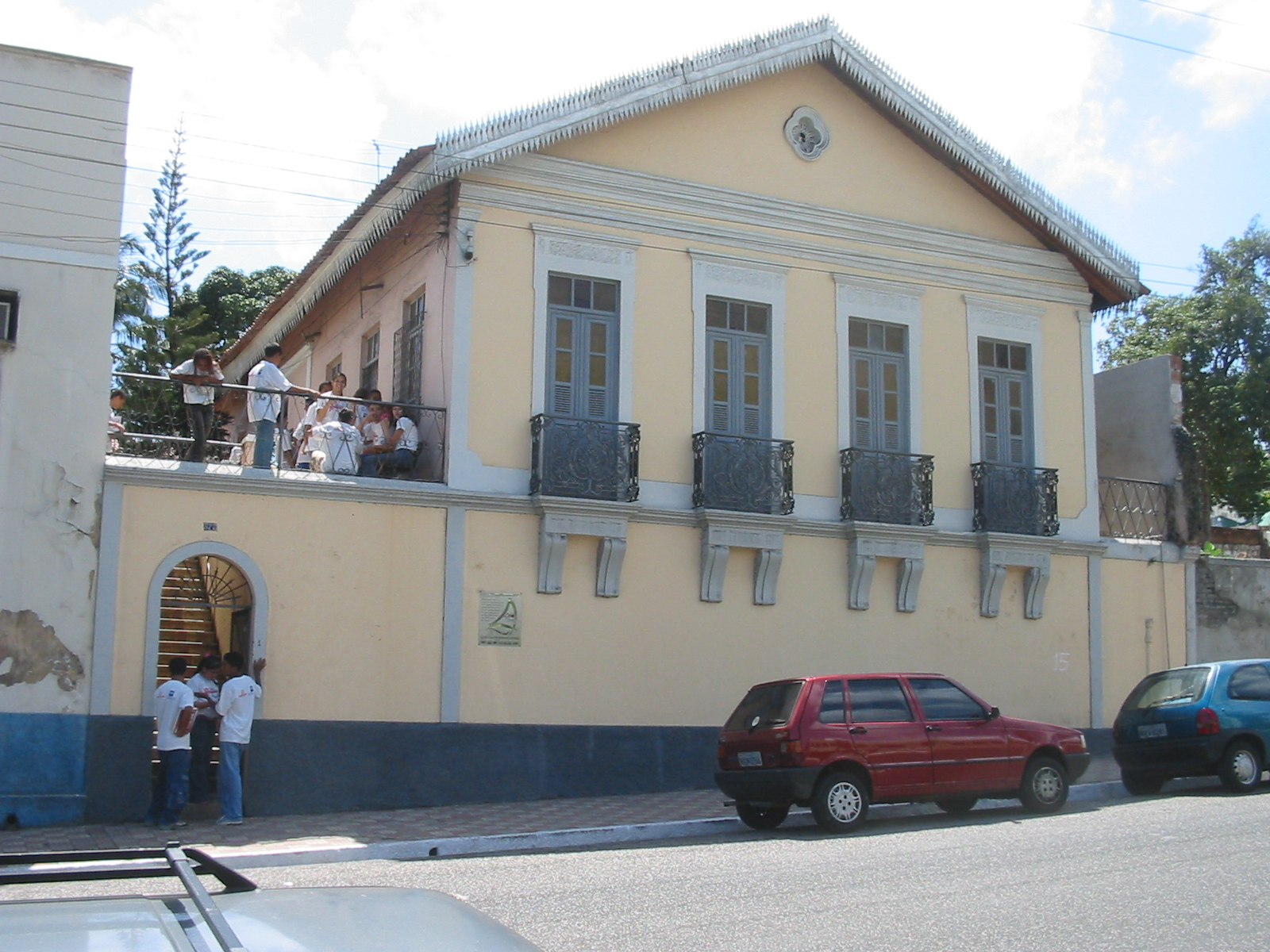
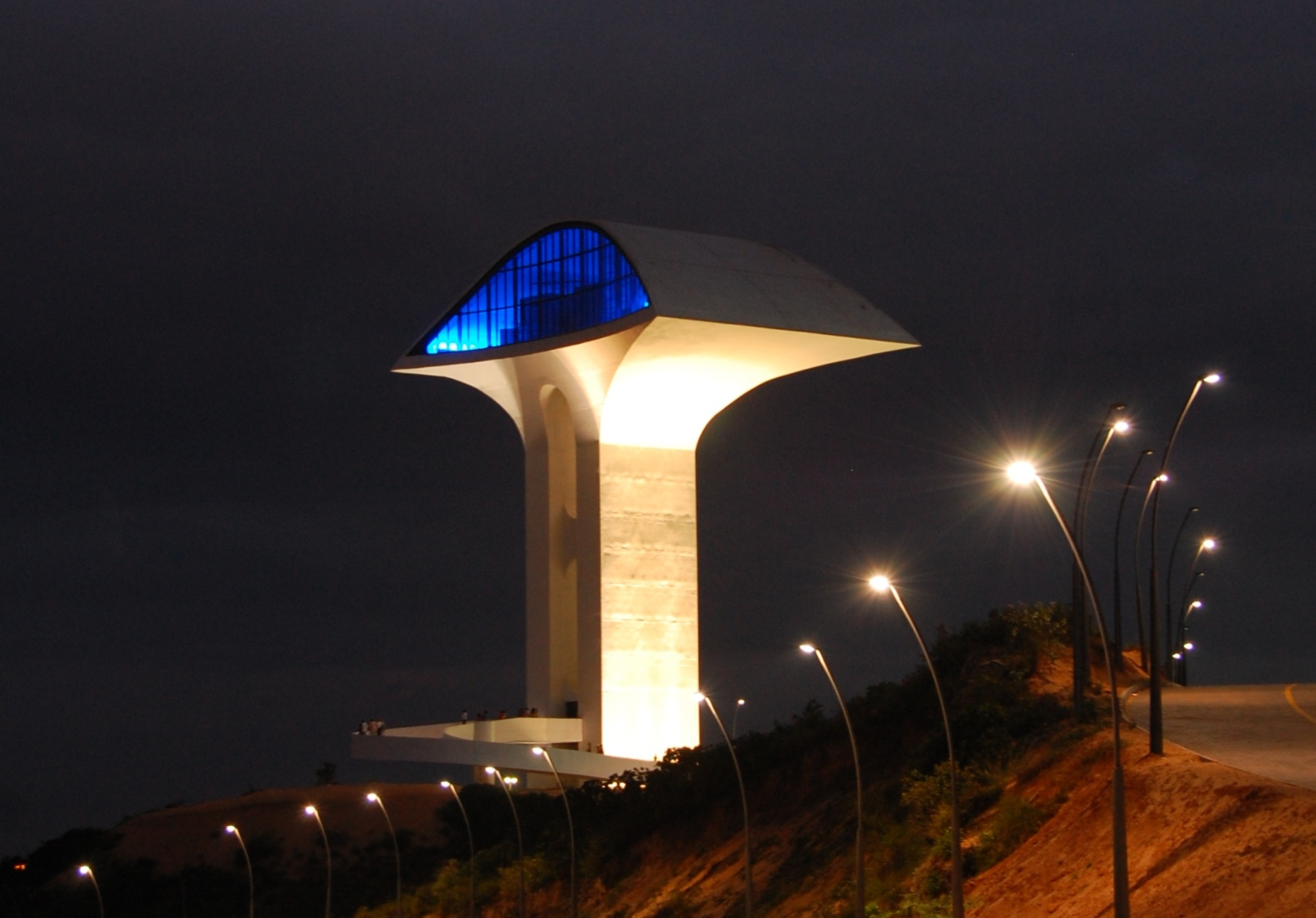
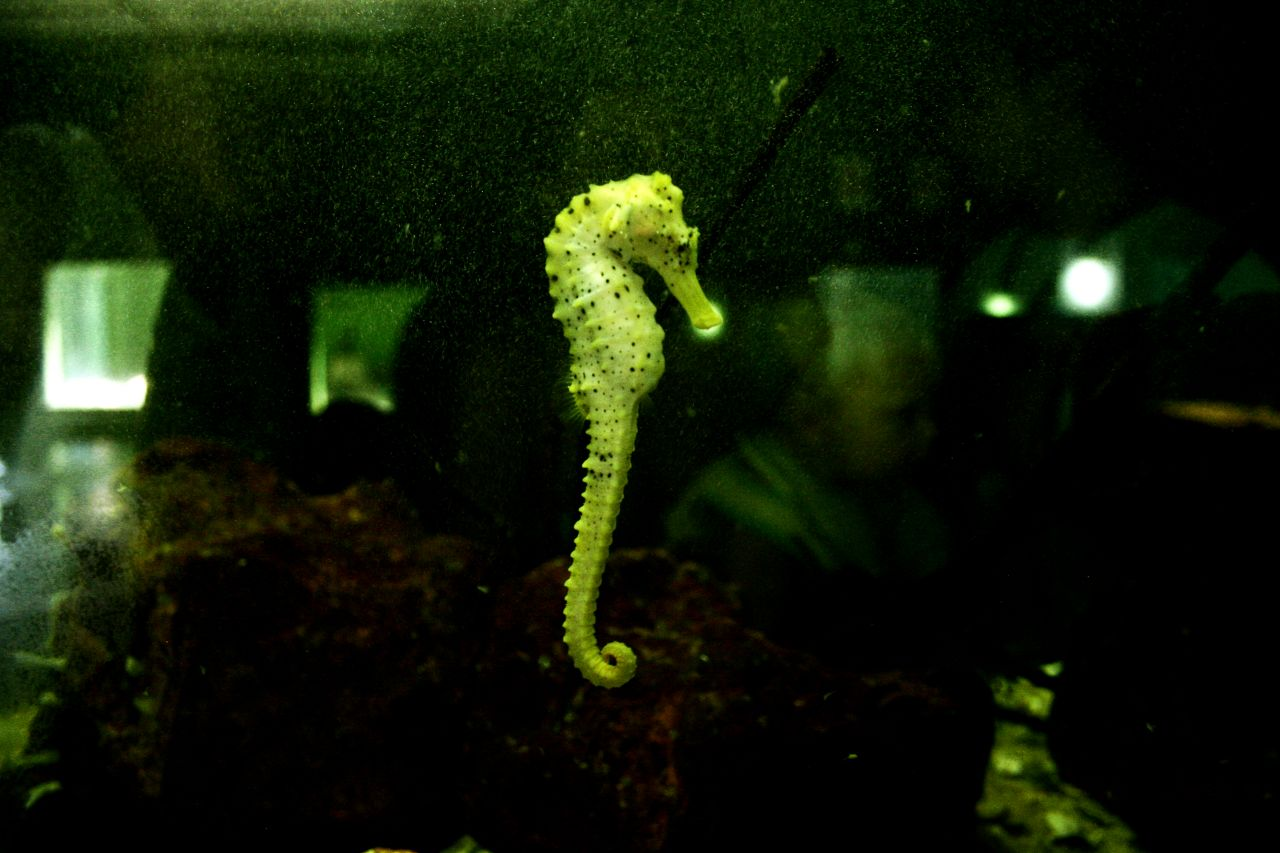
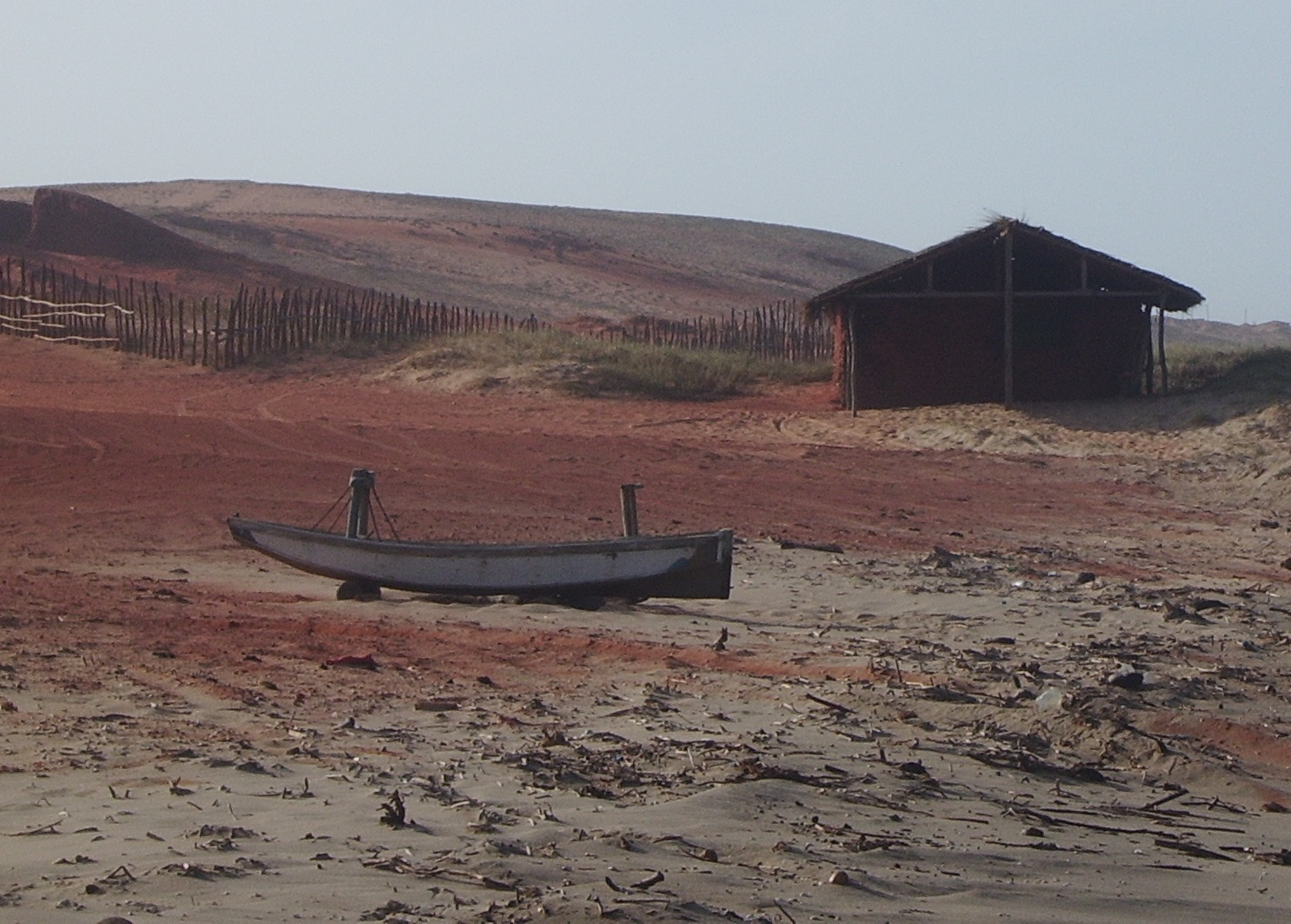
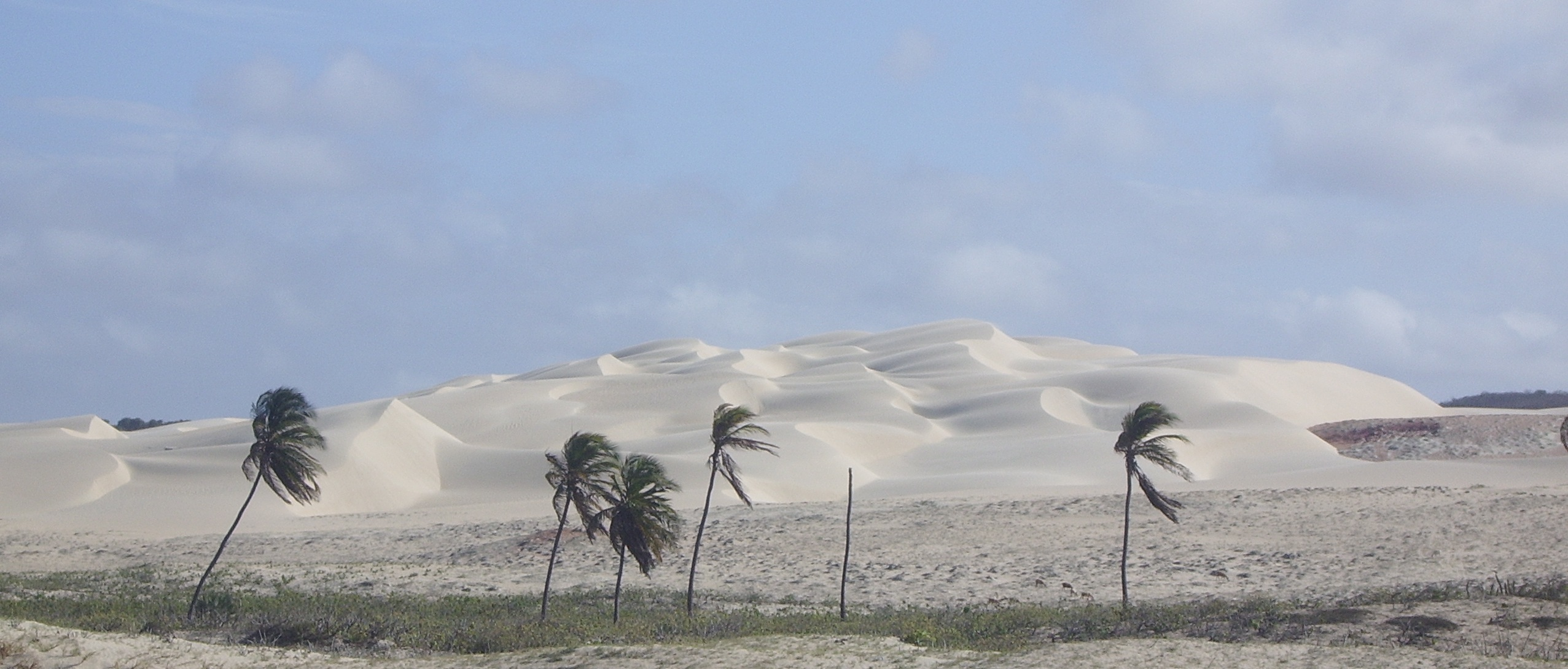
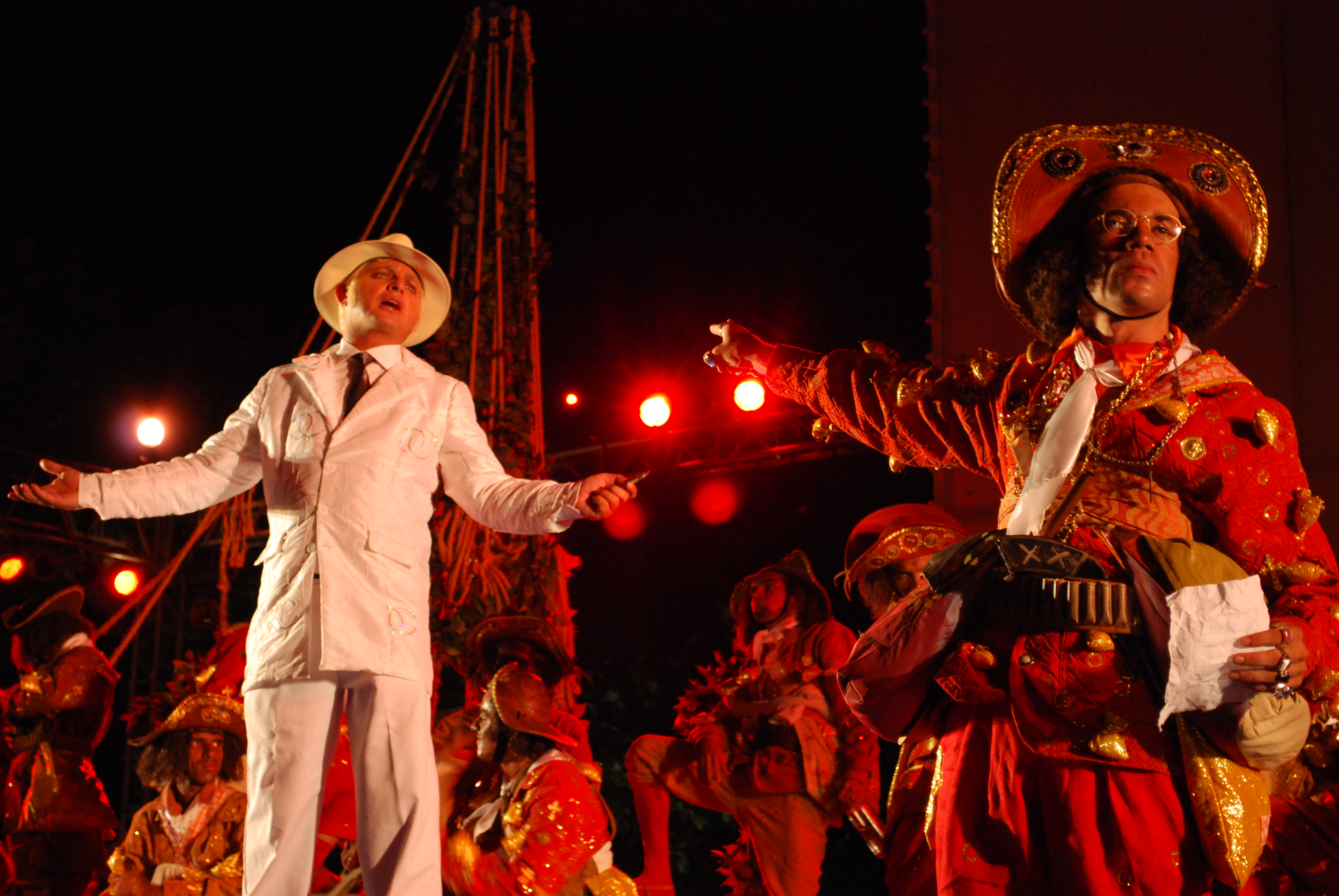
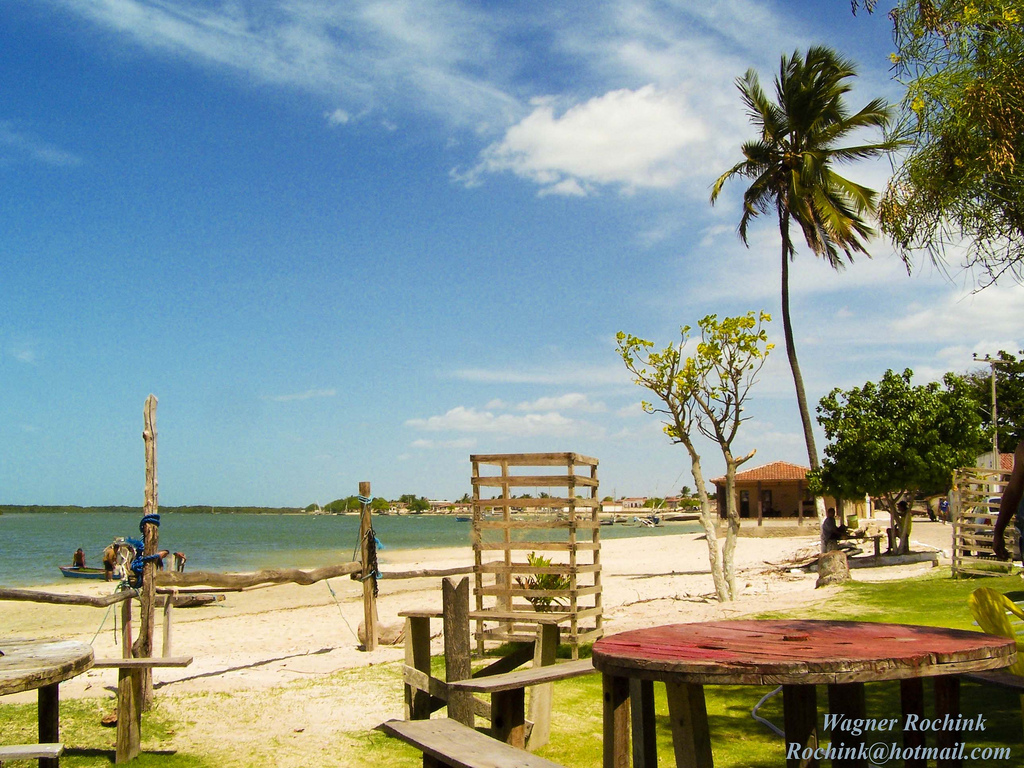
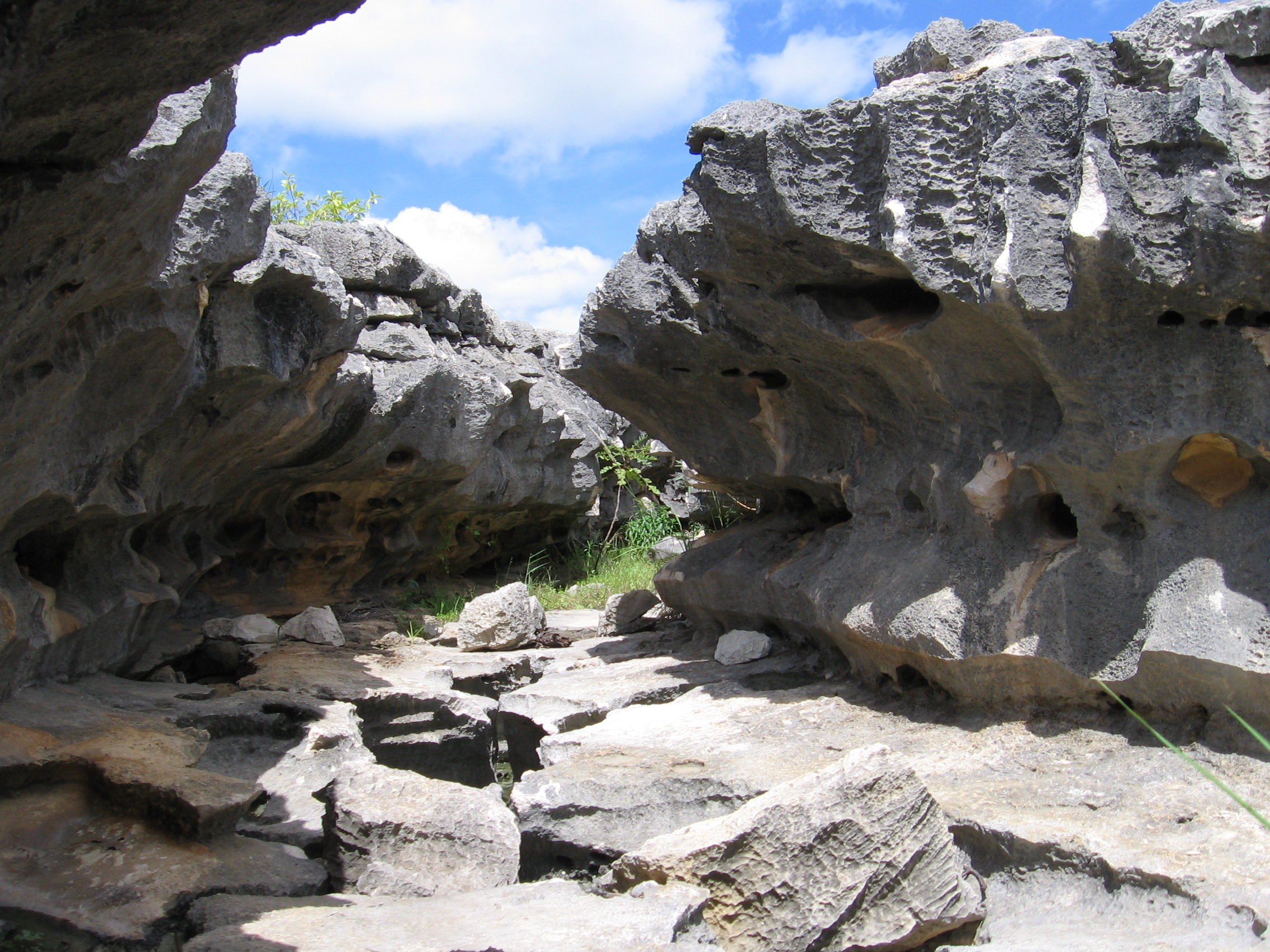
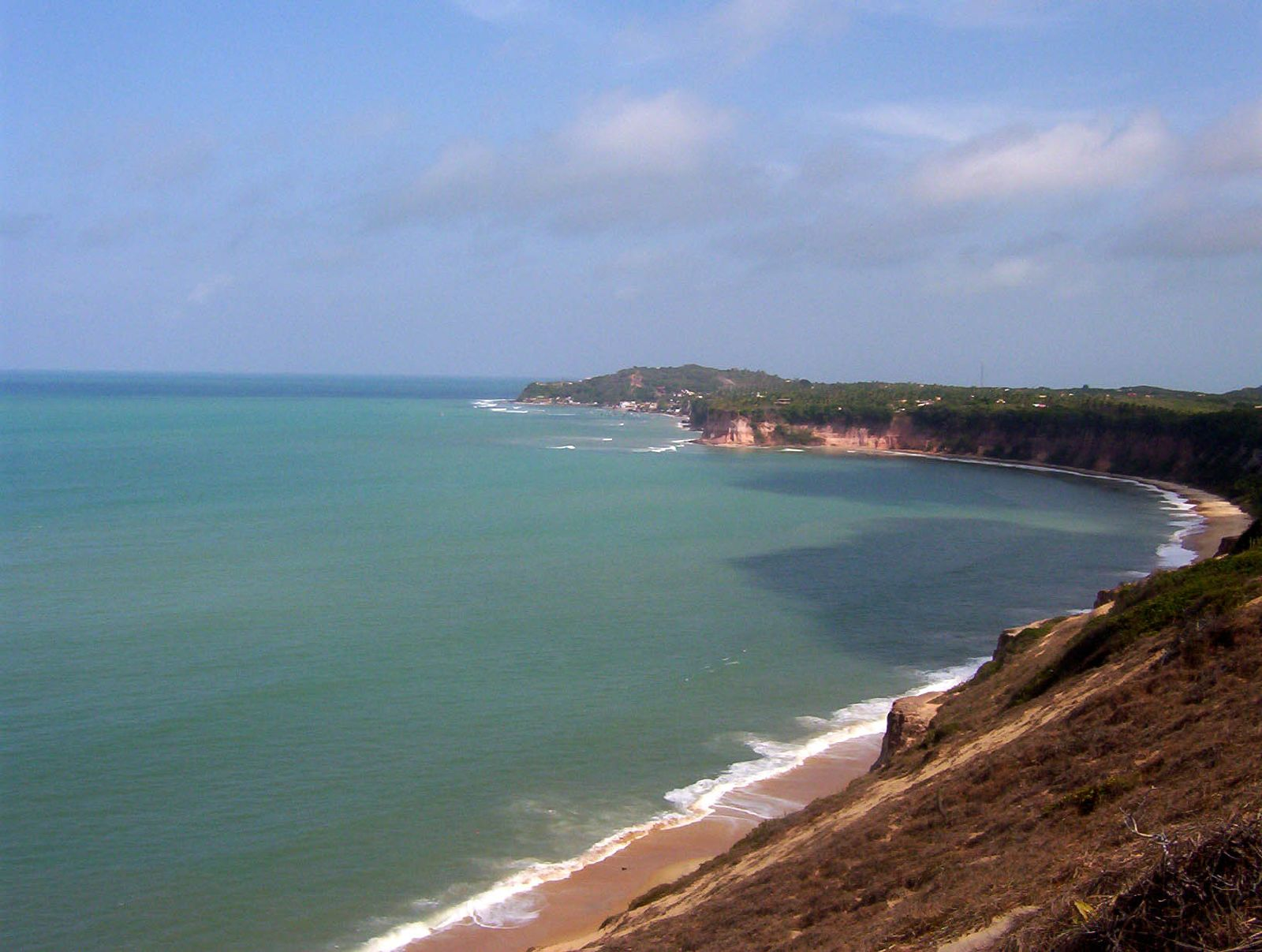
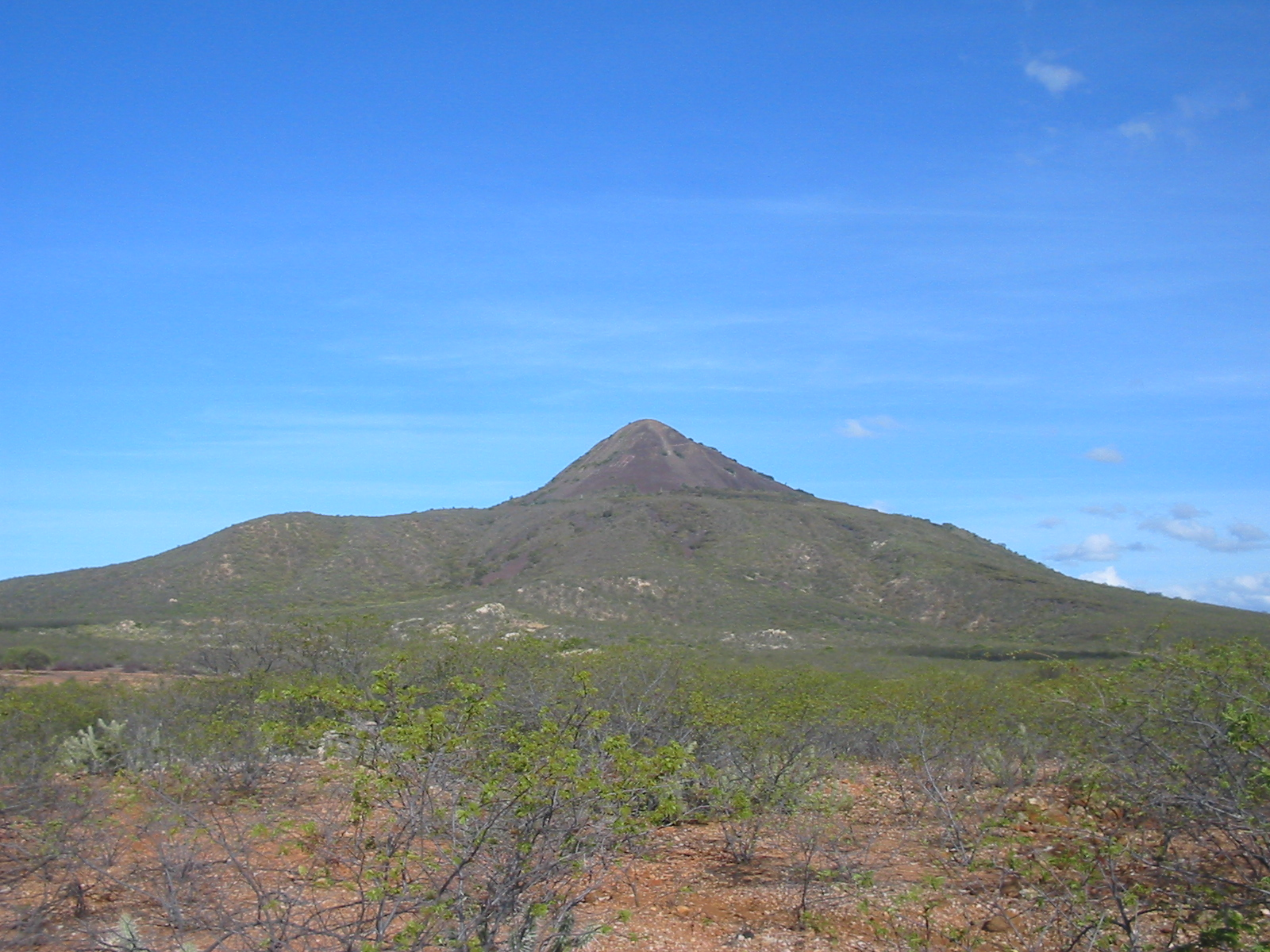
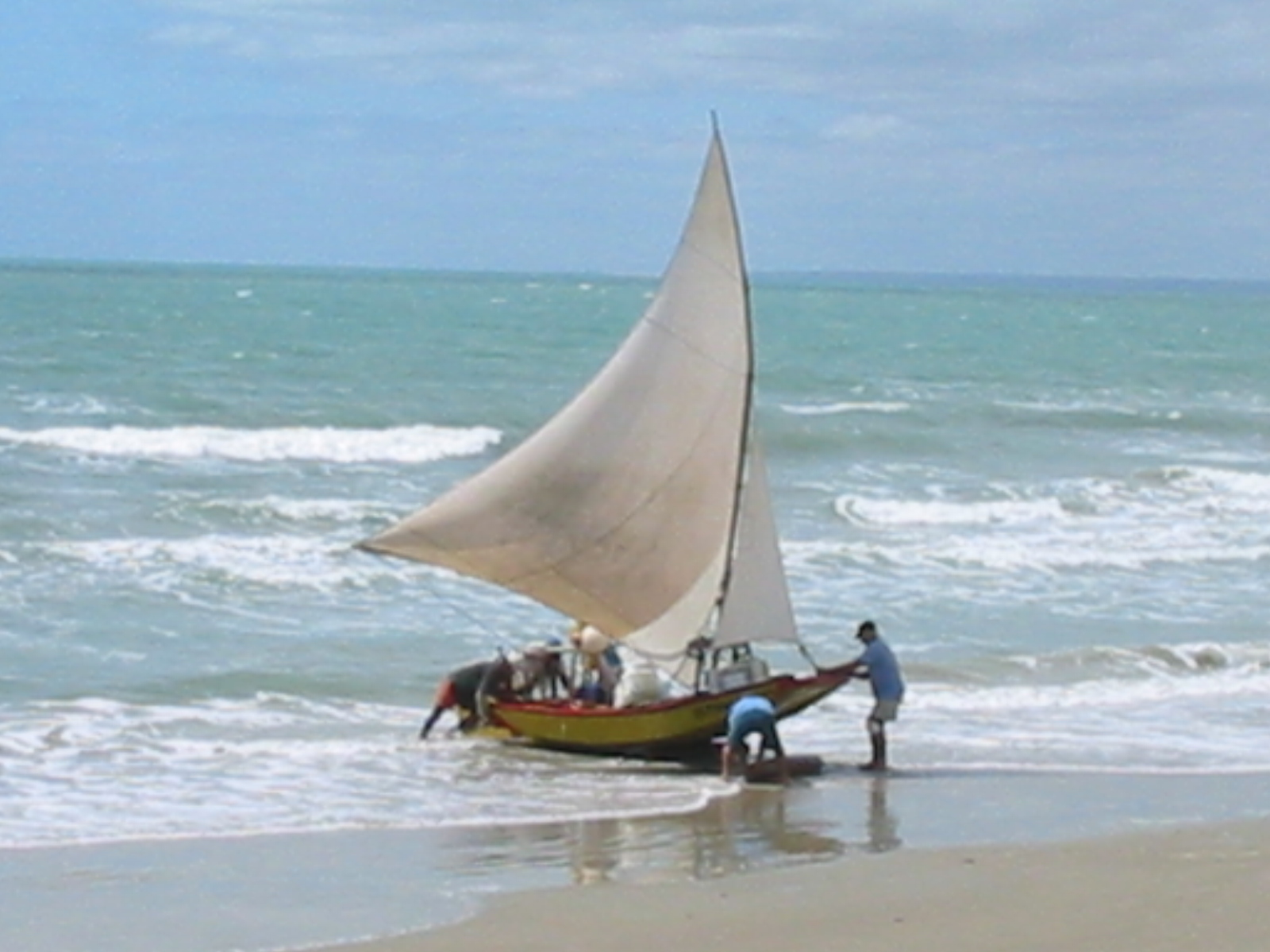
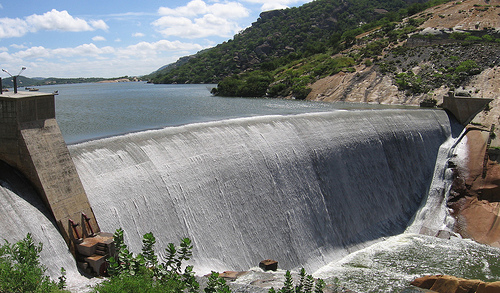
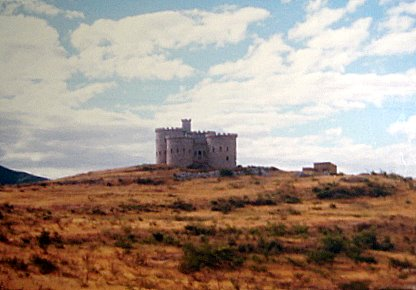
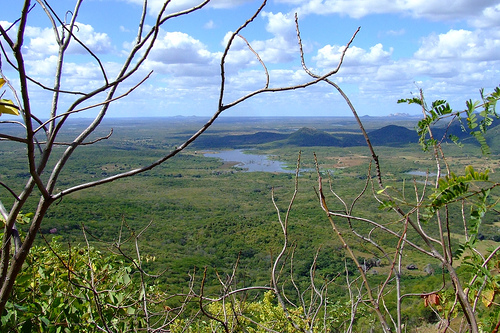